# بوكي فريمان
بوكي فريمان (بالإنجليزية: Bucky Freeman)‏ هو مدير فني أمريكي، ولد في 19 يوليو 1895 في Bergen, New York ‏ في الولايات المتحدة، وتوفي في 25 ديسمبر 1987 في إثاكا في الولايات المتحدة.